# هندريكا جوانا فان ليوين
هندريكا جوانا فان ليوين (بالهولندية: Hendrika Johanna van Leeuwen)‏ (و. 1887 – 1974 م) هي فيزيائية، وأستاذة جامعية من مملكة الأراضي المنخفضة . ولدت في لاهاي .
توفيت عن عمر يناهز 87 عاماً.

## التعليم
تعلمت في جامعة ليدن